# Ordine di uccidere
Ordine di uccidere (Orders to Kill) è un film del 1958 diretto da Anthony Asquith.
Il film, di produzione britannica, venne presentato in concorso al festival di Cannes 1958.

## Trama
Nel 1944 gli Alleati sono impegnati su più fronti per la liberazione della Francia occupata dai nazisti.
Il forte sospetto che un uomo della resistenza francese stia facendo il doppio gioco, diventa praticamente una certezza quando si analizza il numero di agenti morti venuti in contatto con lo stesso.
Dovendo agire subito, occorre trovare una persona adatta e rapidamente addestrabile per uccidere Marcel Lafitte, l'uomo sospettato di essere la spia dei tedeschi. Il maggiore Kimball individua così Gene Summers, pilota non più operante, ma soprattutto perfetto conoscitore della lingua francese in quanto cresciuto da una tata madrelingua.
Dopo un breve ma intenso addestramento in Inghilterra agli ordini del maggiore MacMahon, Summers è carico ed entusiasta per la rinnovata possibilità di rendersi utile alla causa, dopo qualche disavventura che lo aveva relegato nelle retrovie. 
Paracadutato in Francia, Summers, con la nuova identità di Jean Doumier, raggiunge Léonie, il suo contatto a Parigi e può già portare a termine il suo compito. Una serie di eventi fanno sì però che l'agente ritardi la sua missione, entrando pericolosamente in confidenza con il suo stesso obiettivo.
Dopo una settimana, e ripetuti contatti con Lafitte, Summers esprime a Léonie il dubbio che l'uomo indicatogli non sia una spia tedesca. Léonie lo rimprovera dicendogli che ognuno è chiamato a fare il suo dovere e che lui non dovrebbe raccontare nulla a nessuno, nemmeno a lei.
Per nulla convinto, ma sensibile al richiamo ricevuto, Summers il giorno seguente torna da Lafitte e lo uccide. Quando ricontatta Léonie che a missione avvenuta avrebbe dovuto indicargli i contatti per uscire dal paese, capisce che qualcosa è andato storto. La donna è stata arrestata e lui scopre di aver avuto un contrordine, tardivo.
Lafitte era innocente, mentre Léonie è torturata ed uccisa. Per Gene Summers il contraccolpo psicologico è tremendo. 
Molti mesi più tardi Parigi è stata liberata e Kimball va a trovare Summers, ancora provato, in ospedale. Per tirarlo su gli dice che Lafitte era davvero una spia e che la sua operazione è stata di grande aiuto. Summers però non ci crede e ha conferma di questo da MacMahon che non se la sente di mentirgli. Summers trova così la forza di "uscire dal tunnel". Direttosi dalla vedova Lafitte, che vive con una figlia in povertà, esalta il ruolo avuto dal marito per il successo ottenuto della resistenza e le dona tutti i soldi della sua paga arretrata.